# Илишкин, Иван Кузнецович
Ива́н Кузнецо́вич Или́шкин (25.12.1908, хутор Зюнгар станицы Иловайской Сальского округа Области Войска Донского — 26.03.1983, Элиста, Калмыцкая АССР) — калмыцкий учёный, доктор филологических наук, первый директор Калмыцкого научно-исследовательского института языка, литературы и истории, заслуженный деятель науки Калмыцкой АССР.

## Биография
Родился 25 декабря 1908 года на хуторе Зюнгар Сальского округа Области Войска Донского в рабочей семье.
В 1930 году окончил в Астрахани Калмыцкий педагогический техникум, после чего работал учителем в начальной школе в станице Батлаевской. С 1932 по 1937 годы обучался в Москве в Центральном научно-исследовательском педагогическом институте национальностей при ЦИК СССР, где защитил диссертацию «Пути развития новой калмыцкой терминологии». В 1941 году в Элисте был основан Калмыцкий научно-исследовательский институт языка, литературы и истории, первым директором которого стал Иван Кузнецович Илишкин.
В декабре 1943 года во время депортации калмыцкого народа был сослан в Сибирь. Находясь в ссылке, Иван Илишкин работал педагогом в средней школе в Красноярском крае, заведующим кафедрой Хакасского педагогического института, позднее переехал в Среднюю Азию, где работал заведующим кафедрой русского языка в Наманганском педагогическом институте и доцентом Киргизского государственного университета.
В 1957 году Иван Илишкин вернулся в Калмыкию и был назначен заведующим областного комитета народного образования. В том же году был назначен заместителем директора Калмыцкого научно-исследовательского института языка, литературы и истории, а с 1 октября 1958 г. стал его директором.
В 1975 году защитил докторскую диссертацию по теме «Функционирование калмыцкого литературного языка в условиях развития калмыцко-русского билингвизма».
В феврале 1979 года, будучи уже в преклонном возрасте, оставил пост директора, но до последних дней жизни продолжал работать в институте профессором-консультантом.
26 марта 1983 года Иван Кузнецович Илишкин скончался в Элисте.

## Сочинения
Иван Кузнецович Илишкин является автором более 150 научных работ, учебников русского языка и методических пособий для калмыцких средних школ.

### Основные работы
- Учебник русского языка для 2 класса калмыцких школ, Элиста, 1938 г.;
- Учебник русского языка. Часть 1. Морфология (для 5-6 классов калмыцких школ), Элиста, 1938 г.;
- Русско-калмыцкий словарь для калмыцкой начальной школы, Элиста, 1940 г.;
- Развитие калмыцкого литературного языка в условиях формирования калмыцко-русского двуязычия, Элиста, Калмыцкое книжное издательство, 1972, 110 стр.
- Очерки сопоставительной грамматики русского и калмыцкого языков: фонетика и морфология, Элиста, Калмыцкое книжное издательство, 1973, 199 стр.

## Награды
- Заслуженный деятель науки Калмыцкой АССР;
- Орден «Знак Почёта» — награждён 31.12.1968;
- Орден Трудового Красного Знамени;
- Медаль К. Д. Ушинского;